# Fascellina olivataria
Fascellina olivataria är en fjärilsart som beskrevs av Walker 1866. Fascellina olivataria ingår i släktet Fascellina och familjen mätare. Inga underarter finns listade i Catalogue of Life.